# Henotesia passandava
Henotesia passandava är en fjärilsart som beskrevs av Ward 1871. Henotesia passandava ingår i släktet Henotesia och familjen praktfjärilar. Inga underarter finns listade i Catalogue of Life.